# Auguste-Guillaume de Brunswick-Bevern
Auguste-Guillaume de Brunswick-Bevern est un prince allemand de la maison de Brunswick né à Brunswick le 10 octobre 1715 et mort le 1er août 1781 à Stettin. Il sert comme général dans l'armée prussienne.

## Biographie
Auguste-Guillaume est le fils du prince Ernest-Ferdinand de Brunswick-Wolfenbüttel-Bevern et d'Éléonore Charlotte Kettler.
En 1734, pendant la guerre de Succession de Pologne, il fait la campagne du Rhin au service de la Prusse. Pendant la guerre de Succession d'Autriche, il est blessé à la bataille de Mollwitz en 1740 et se distingue à la bataille de Hohenfriedberg en 1745. Il est nommé gouverneur de Stettin en 1747.
Au début de la guerre de Sept Ans, il commande un corps de troupe en Bohême. Vainqueur le 21 avril 1757 à la bataille de Reichenberg, il contribue à la victoire à la bataille de Prague et se distingue à la bataille de Kolin. Vaincu par les Autrichiens à la bataille de Breslau le 22 novembre 1757 il est fait prisonnier. Il est libéré en mai 1758 et défend la ville de Stettin contre les Russes et les Suédois. Il signe un armistice avec les Russes à Stargard en 1762.
Il finit sa vie comme gouverneur de Stettin où il meurt en 1781.

## Sources
- Nouvelle biographie générale depuis les temps les plus reculés jusqu'à nos jours Par Hoefer (Jean Chrétien Ferdinand), Firmin-Didot